# Crassochaeta fusispora
Crassochaeta fusispora är en svampart som först beskrevs av Sivan., och fick sitt nu gällande namn av Réblová 1999. Crassochaeta fusispora ingår i släktet Crassochaeta och familjen Chaetosphaerellaceae.  Arten är reproducerande i Sverige. Inga underarter finns listade i Catalogue of Life.